# Cuerpo de Bomberos de San Bernardo
El Cuerpo de Bomberos de San Bernardo (CBSB) corresponde a la Junta Nacional de Bomberos de Chile que opera en las comunas de San Bernardo, El Bosque y Calera de Tango, en Santiago de Chile. Fue fundado el 20 de diciembre de 1903.
Actualmente está conformado por 8 compañías que desarrollan diversas labores, como la extinción de incendios, el rescate vehicular y el manejo de materiales peligrosos.

## Historia
En esos años la población de toda la Región Metropolitana llegaba recién a los 400 mil habitantes, en las proximidades del centro de Santiago existían numerosos núcleos agrícolas.
Con la llegada del siglo veinte, San Bernardo era una ciudad que contaba con todos los servicios propios de una urbe, incluso con un servicio de tranvía ( carros de sangre) y de ferrocarril que lo unía rápidamente con Santiago
Con la fundación de la Primera Compañía el 20 de diciembre de 1903, se origina el surgimiento de este cuerpo. A partir del 12 de junio de 1917 surge la Segunda Compañía, la cual como una unidad de hacha y escala presta invaluables servicios a la comunidad.
Debieron pasar treinta nueve años para que el 12 de octubre de 1956 surgiera la Tercera Compañía, la cual se localizaría en el sector céntrico de la ciudad.
Con el crecimiento de San Bernardo hacia la zona norte de la ciudad, y a consecuencia de un incendio en la Población Cóndores de Chile surge el 30 de septiembre de 1973 la Cuarta Compañía , la cual después de algunos años se trasladaría hasta su actual ubicación en la Villa El Esfuerzo, comuna de El Bosque.
Con el devenir de los años en el sector de Nos y ante la inquietud de un grupo de trabajadores de la empresa Carozzi, se funda la Quinta Compañía el 7 de noviembre de 1976.
A partir de los años 90 los Cuerpos de Bomberos cuentan con un renovado impulso y acceden a mejores equipos de protección personal, es así como en sector de la Portada y nuevamente ante un incendio, los pobladores se organizan para constituir la Sexta Compañía la cual fue creada el 6 de septiembre de 1996.
Finalmente el 12 de agosto de 2007 se funda la Séptima Compañía “ Bomba Nueva York”, que se transforma en la más novel de las unidades con que cuenta este Cuerpo.

## Primera Compañía Bomba Bernardo O´Higgins
La Primera Compañía de Bomberos de San Bernardo "Bomba Bernardo O'Higgins"
Pueblo de San Bernardo, diciembre de 1903, tras un incendio en la parroquia central del pueblo, la comunidad organizada se reúne el 12 de diciembre para planificar un proyecto de la ciudadanía añorado hace varios años, la cual se concretó el 20 de diciembre de ese mismo año en el salón de honor de la Gobernación del Departamento de la Victoria, en la misma localidad. 
La Primera Compañía inspirada en la Fundación del Cuerpo de Bomberos Valparaíso y Santiago se organizó administrativamente para adquirir un cuartel provisorio, el cual estuvo emplazado en Bulnes con Covandonga, adquiriendo un Carro Gallo de la Cuarta Compañía de Santiago Pompe France y un carro escala, transformándola en una compañía mixta en su fundación. 
“Declaro absoluta autonomía de la Primera Compañía Bomba San Bernardo sobre el Cuerpo de Bomberos de Santiago o de cualquier otro cuerpo de bomberos extraño, declaro además soberanía absoluta del territorio que comprende el Departamento de la Victoria. Voluntarios Juráis a Dios y prometed a la Patria, bajo la garantía de nuestro pacto de auxilio,  abnegación y disciplina de sostener tal voluntad hasta la muerte si es necesario”.
Frantz Dupre Caseaunse.

## Lista de Compañías
| Nombre de Compañía                                        | Fundación                | Lema                          | Especialidad                           |
| --------------------------------------------------------- | ------------------------ | ----------------------------- | -------------------------------------- |
| Primera Compañía "Libertador Bernardo O'Higgins Riquelme" | 20 de diciembre de 1903  | "Abnegación y Disciplina"     | Agua e Incendios en Altura             |
| Segunda Compañía "Domingo Eyzaguirre"                     | 12 de junio de 1917      | "Unión y Disciplina"          | Escalas y Rescate                      |
| Tercera Compañía "Bomba Chile-España"                     | 12 de octubre de 1956    | "Honor y Sacrificio"          | Agua , Rescate y Materiales Peligrosos |
| Cuarta Compañía "Bomba Chile"                             | 30 de septiembre de 1973 | "Centinelas Contra el Fuego"  | Agua y Rescate                         |
| Quinta Compañía "San Bernardo-Nos"                        | 7 de noviembre de 1976   | "Con honor firme la quinta"   | Agua y Forestal                        |
| Sexta Compañía "Carlos González Castillo"                 | 6 de septiembre de 1996  | "Constancia y Trabajo"        | Agua y Rescate                         |
| Séptima Compañía "Bomba New York"                         | 12 de agosto de 2007     | "Honor, Lealtad y Sacrificio" | Agua                                   |
| Octava Compañía "Bomba Bélgica"                           | 18 de abril de 2009      | "La unión es poder"           | Agua                                   |
| Décima compañía "Bomba Calera de tango"                   | 8 de junio de 2018       | "Esse quam videri"            | Agua                                   |

## Enlaces
- Cuerpo de Bomberos de San Bernardo
- Primera Compañía de San Bernardo
- Segunda Compañía de San Bernardo
- Tercera Compañía de San Bernardo
- Cuarta Compañía de San Bernardo (enlace roto disponible en Internet Archive; véase el historial, la primera versión y la última).
- Sexta Compañía de San Bernardo (enlace roto disponible en Internet Archive; véase el historial, la primera versión y la última).
- Octava Compañía de San Bernardo

- Datos: Q5793916